# Gilda Piersanti
Gilda Piersanti (Tivoli, 21 settembre 1957) è una scrittrice italiana; nata in Italia, vive Parigi dal 1987.

## Biografia
Dopo aver frequentato il liceo classico Virgilio a Roma, ha conseguito un dottorato di ricerca in Filosofia presso l'Università La Sapienza di Roma con una tesi sull'estetica di Charles Baudelaire.
In seguito lavora come critico letterario, traduce opere di letteratura francese e cura due mostre su Constantin Guys e Charles Meryon.
Dal 1995 si dedica esclusivamente alla scrittura nel genere poliziesco/polar.

## Premi letterari
- Premio Polar dans la Ville 2005 per il romanzo Vert Palatino[2]
- Premio SNCF du polar 2008 per il romanzo  Catacombe Blu [3]
- Finalista del premio Pavoncella 2017 per il romanzo Giallo Caravaggio[4]

## Lavori

### Romanzi
- L'Inconnu du Paris-Rome, Parigi, 2003
- Red Abattoir, Parigi, 2003
- Vert Palatino, Parigi, 2005
- Medes, Parigi, 2006
- Catacombe Blu, Parigi, 2007, edito in Italia come Estate assassina nel 2014
- Giallo Caravaggio, 2008, edito in Italia nel 2016
- Vengeances romaines, Parigi, 2009
- Roma Enigma, Parigi, 2010, edito in Italia nel 2016
- Wonderland, Parigi, 2012
- Le Saut de Tibère, Parigi, 2013
- I legami del silenzio, 2015

### Adattamenti TV
- 2011: Hiver rouge, telefilm francese, adattamento del romanzo  Rouge Abattoir , 2003. Il film riceve il premio Best Music Award al 13° TV Fiction Festival di La Rochelle
- 2013: Bleu catacombes, telefilm francese adattamento del romanzo omonimo
- 2014: Jaune iris, telefilm poliziesco francese